# Stadio Petrovskij
Lo stadio Petrovskij (in russo Стадион «Петровский»?, Stadion «Petrovskij») è uno stadio di calcio di San Pietroburgo, in Russia.
Sede delle partite interne dello Zenit San Pietroburgo dal 1994 al 2017 e della Dinamo San Pietroburgo, sorge nella zona centrale della città, su un'isola sul fiume Malaja Neva collegata tramite un ponte con l'isola Petrogradskaja, nei pressi della stazione della metropolitana Sportivnaja. Può contenere 21 570 spettatori.
Nel campionato 2017-2018 ha ospitato anche la squadra del Tosno, neopromossa nella massima serie russa.

## Storia

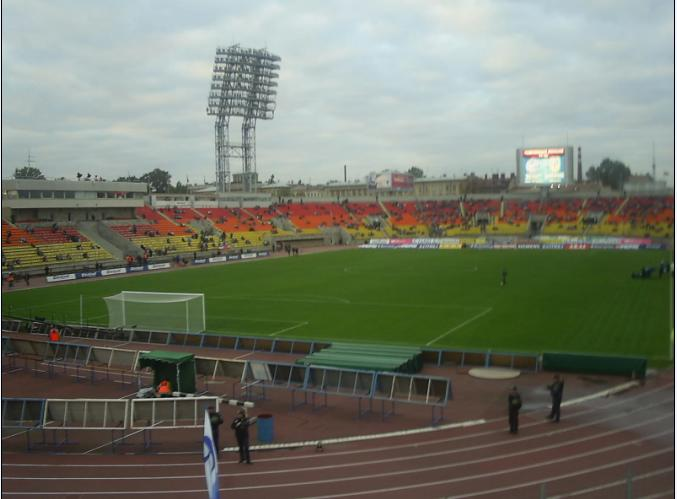
Veduta interna

Il primo stadio in questo sito fu costruito nel 1924-1925 su progetto dell'ex calciatore dello Sport San Pietroburgo Aloise Wejwoda, architetto cecoslovacco, e già nel 1933 fu ricostruito: furono eliminate le tribune di cemento e furono erette tribune in legno e fu aumentata la capienza delle tribune da 10 000 a 25 000 spettatori. Per commemorare questo evento, il 14 luglio 1933 la nazionale sovietica giocò sul campo dello stadio Lenin per l'unica volta nella storia. La partita tra la prima e la seconda squadra nazionale dell'URSS si chiuse con la vittoria della seconda squadra per 2-0, con reti di Nikolaj Jarcev e Aleksander Murašev.
Due settimane dopo si svolse allo stadio Lenin la prima partita internazionale: la squadra di Leningrado ospitò la nazionale turca (2-2 il risultato).
Durante la guerra sul fronte orientale, negli anni '40 del XX secolo, lo stadio fu distrutto: parte delle tribune di legno furono bruciate e un'altra parte fu smantellata dagli abitanti per farne legna da ardere in vista del rigido inverno del 1942.
Solo nel 1957-1961 lo stadio fu ricostruito secondo il progetto degli architetti N.V. Baranov, O.I. Guriev e V.M. Fromzel. Secondo il progetto di ricostruzione iniziale, si prevedeva di rivestire completamente lo stadio erigendo una copertura in cemento armato avente una superficie di 26 000 metri quadrati. Questo edificio, unico per l'epoca, non fu mai costruito.
Dopo il completamento dei lavori, la capienza del nuovo stadio ammontava a 33 000 spettatori e la pista d'atletica Novotan con superficie sintetica era una delle più moderne dell'Unione Sovietica. Grazie a questi interventi lo stadio Lenin diventò uno dei maggiori centri di atletica leggera del paese. Nel 1968 per la prima volta l'impianto ospitò lo Znamensky Memorial, mentre nel luglio 1970 qui si svolse la partita di atletica leggera URSS-USA.
Oltre alle gare di atletica, negli anni '60, '70 e '80 lo stadio Lenin ospitò le partite del campionato nazionale di rugby, i campionati di hockey su pista e di hockey su prato. Inoltre lo stadio ospitava la Dinamo San Pietroburgo, che giocava nelle divisioni inferiori del campionato sovietico di calcio.
Alla fine degli anni '70, prima delle Olimpiadi di Mosca del 1980, lo stadio fu ricostruito su progetto degli architetti S.P. Odnovalov e N.D. Balazh e dell'ingegnere M.E. Christiansen.
Nel 1992 lo stadio fu ribattezzato Stadion Petrovskij. Nel 1994 vi si svolsero i Goodwill Games e lo stadio fu rinnovato per questa competizione. L'anno successivo sulle tribune furono installati seggiolini in plastica e il campo fu dotato di riscaldamento elettrico.
Dal 1994 al 2017 è stato lo stadio di casa della squadra di calcio dello Zenit San Pietroburgo, trasferitosi poi nel nuovo stadio San Pietroburgo. In concomitanza con l'approdo del Tosno nella massima divisione calcistica russa, nella RFPL della stagione 2017-2018, in base a un accordo con lo Zenit, lo stadio è diventato l'impianto di casa del club.